# 聖幛

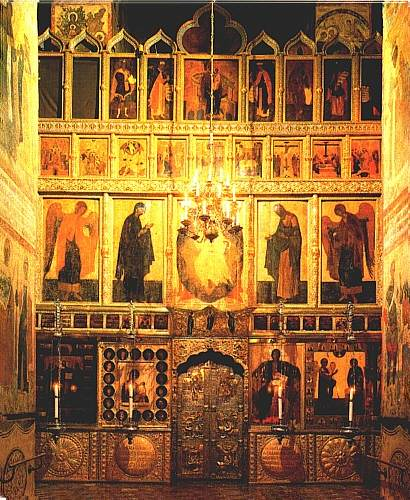
克里姆林宮天使報喜大教堂的聖幛，是畫家希臘人塞奧法尼斯在1405年的作品。

在東方基督教裡，聖幛（聖像壁、聖像屏或稱聖屏風）是指教堂裡分隔教堂正殿與聖殿的一道牆壁，上面繪有聖像及宗教繪畫，又可指放置在教堂裡任何位置的可移動聖像圖畫。聖幛演變自拜占庭式建築的湯普龍（Templon）。
聖幛一詞源自希臘語、「eikonostási」，這詞語仍在希臘及塞浦路斯通用，意指「聖像站立」。

## 位置

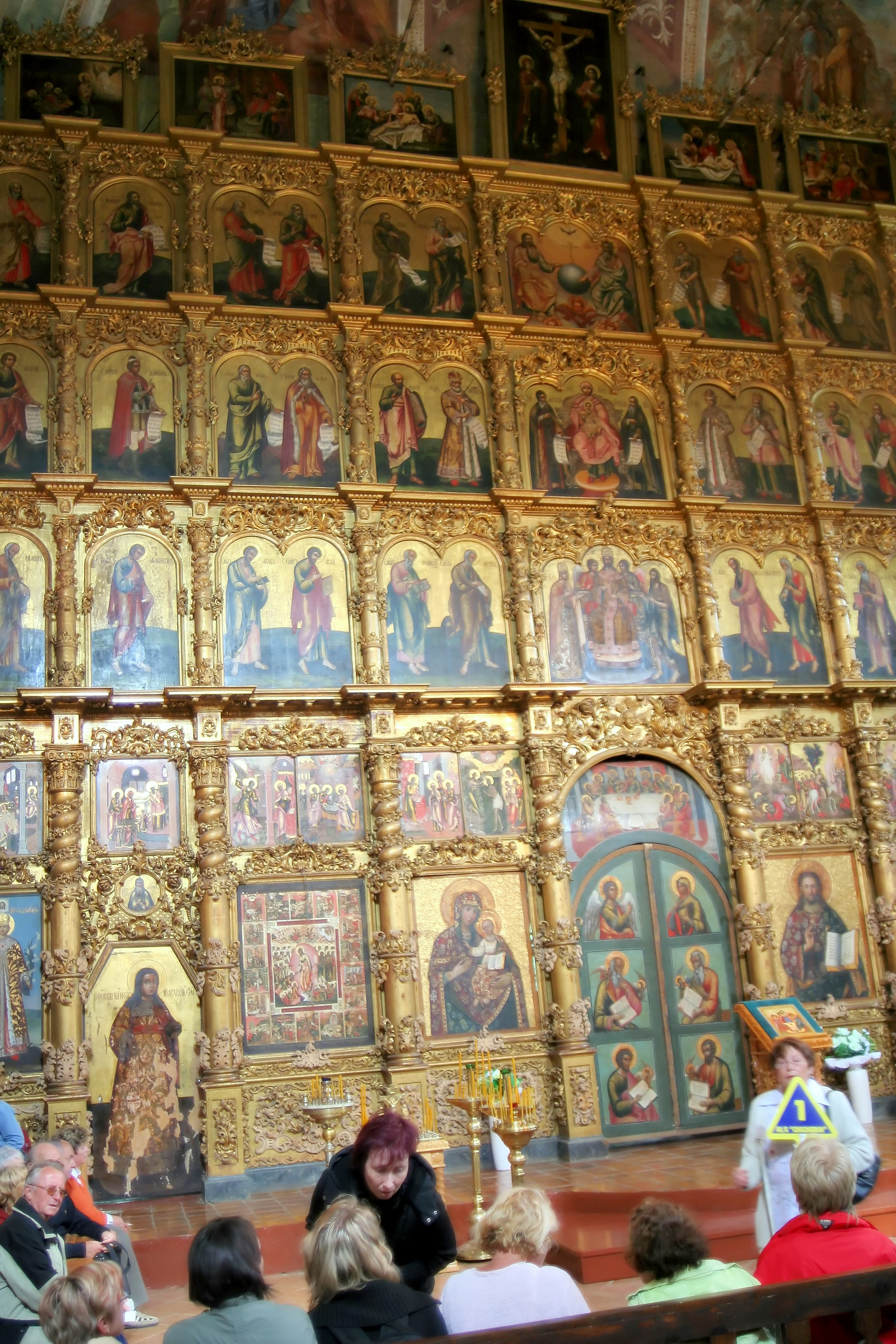
烏格里奇大教堂的六行聖幛，執事北門在左方，王門在右方。

教堂正殿是教堂的主體，大部分禮拜者都會在這裡。聖殿則在祭壇附近，聖殿通常較教堂正殿高出一至三階。聖幛通常都不會座落在聖殿邊綠，而是距最高階級邊緣有數步之遙。在聖幛前面形成一條走道，稱為索爾亞斯（Soleas）。在走道在中央位置延伸出一個通常為圓形的地方，稱為安汶（Ambon），牧師會站安汶上進行連禱。
聖幛通常都甚高，卻甚少觸及天花板。在聲學上來說，這種設計可使信徒清晰聽到牧師的感嘆。在一些小型的現代教堂裡可能沒有聖幛，而是以詩歌立架取代，上面有一些聖像，以虛設正殿與聖殿的界線。

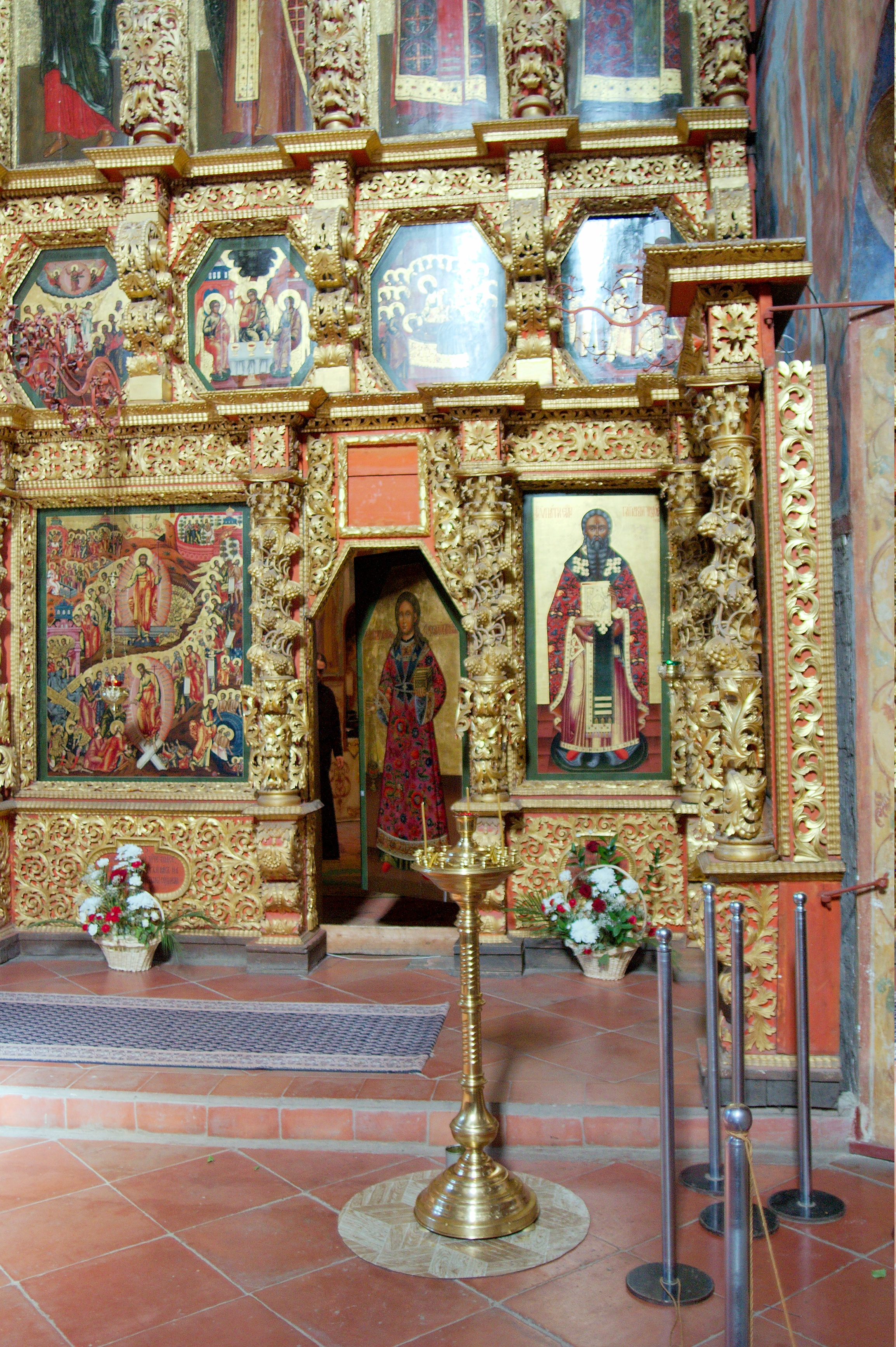
俄羅斯科斯特羅馬伊帕切夫修道院聖幛上的南執事之門。

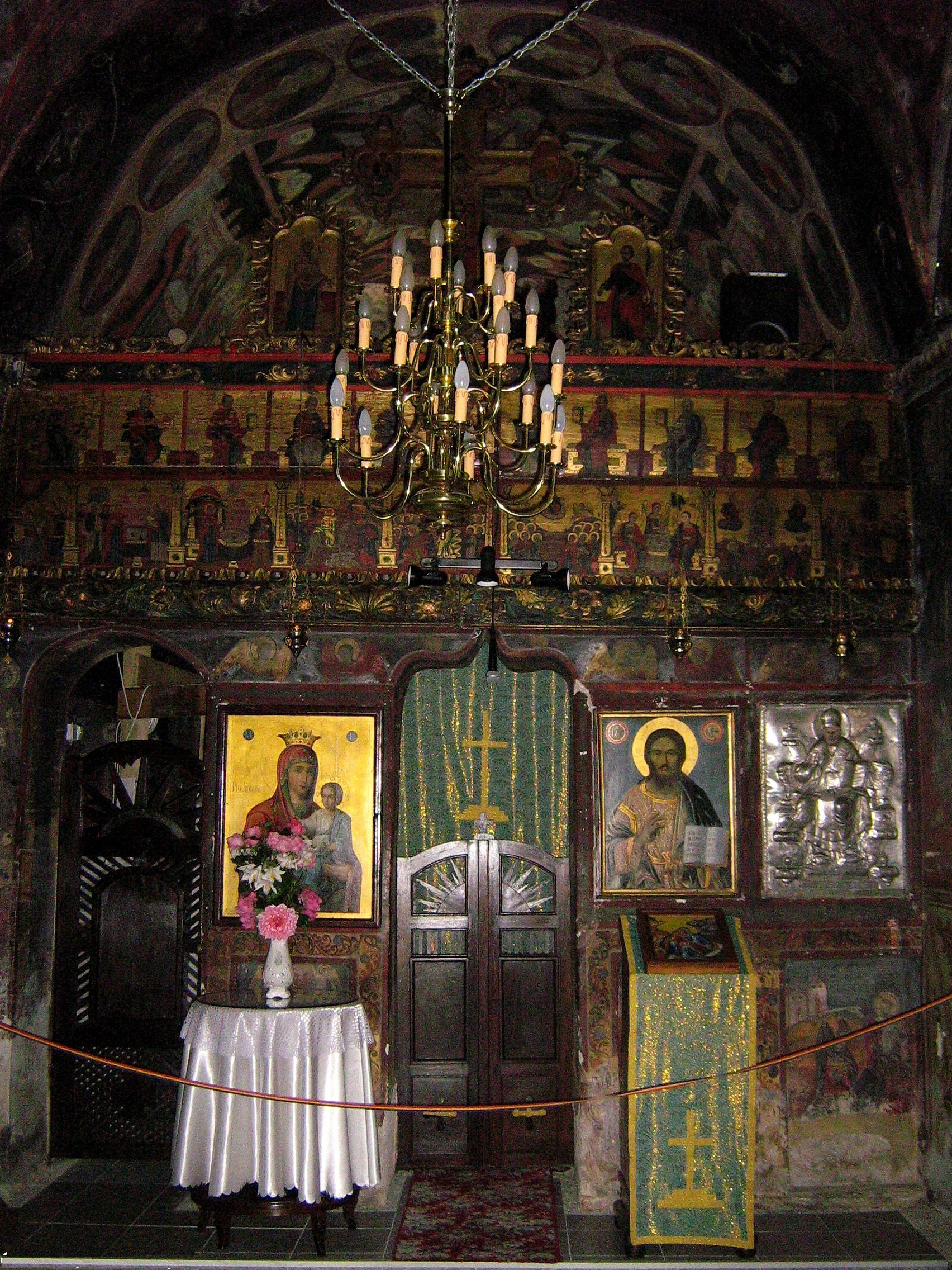
一個沒有南門的修道教堂（羅馬尼亞普雷代亞爾）。

聖幛上通常有三道門：中央的美門、南門及北門。美門有時又稱「王門」，但王門正確來說是指連接前廊至正殿的門口。在沒有儀式舉行的時候，美門保持緊閉。在現代的儀式習俗裡，美門是否關閉則取決於當地的習俗及管轄權。在一些地方，美門經常保持開放，只會在一些特定時間關閉；在另一些地方，美門經常保持關閉，只會在一些特定時間開放。
南門及北門常被稱為執事之門，因為執事經常使用這兩道門，聖執事的聖像常被描繪在這些門上（特別是聖司提反及聖厄弗冷）。它們又可稱為天使之門，門上時會繪上天使長米迦勒及加百利。南門是入口，米迦勒是「守護者」因而被描繪在門上；北門是出口，加百利是上帝的使者因而被描繪在門上。這些門又被稱為「側門」。
在許多修道教堂及禮拜堂裡，聖幛上只有王道及北門。這些教堂只用作舉行較簡樸的儀式，這些儀式只有一名祭司僧侶主持，祭司在舉行感恩祭時甚少使用南門，不設南門可以使教堂的規模縮小。

## 聖像擺放

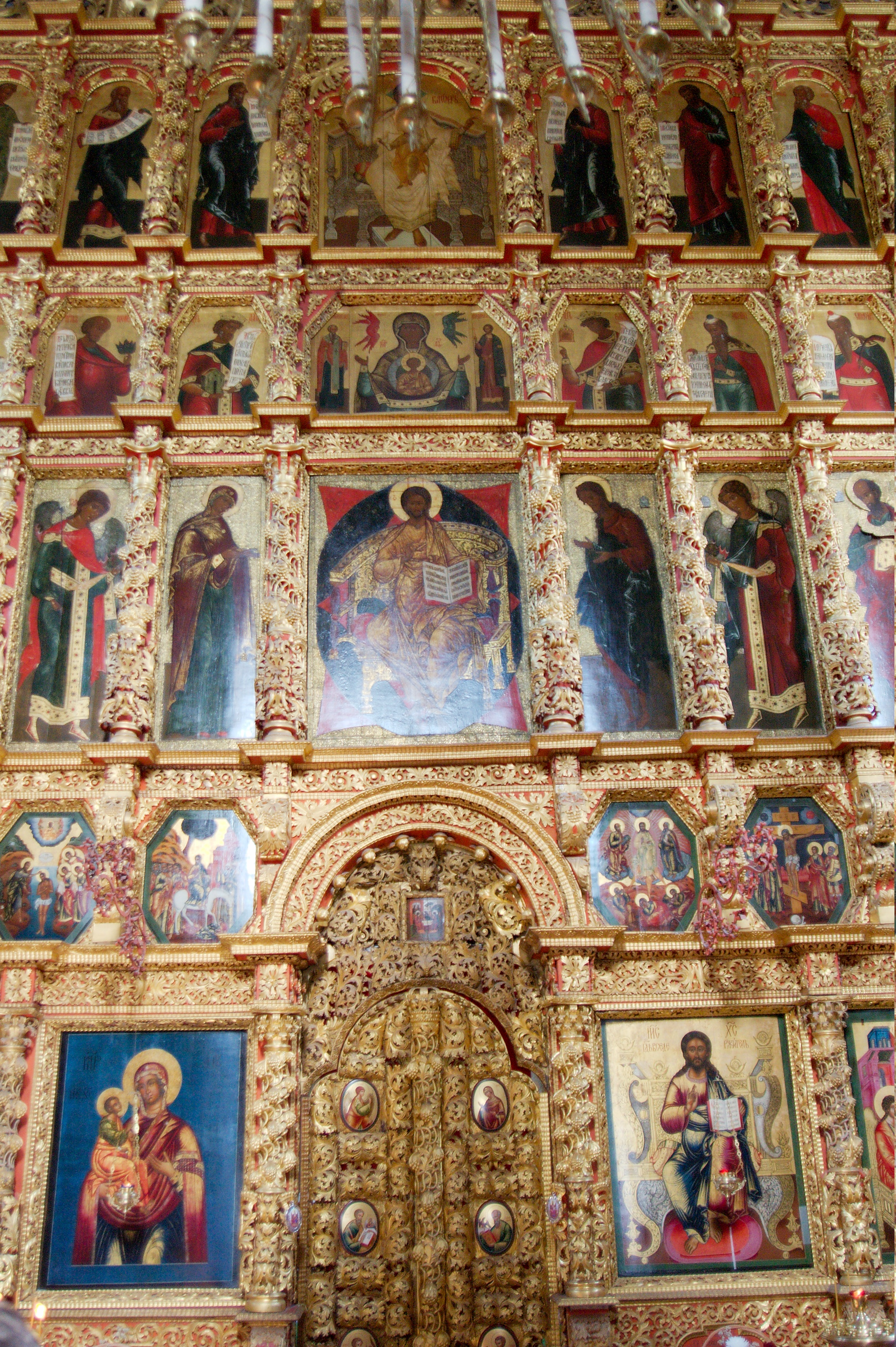
伊帕切夫修道院十七世紀中的聖幛，王門兩側分別是基督神像及誕神女，在他們上方的是十二大節日，再上方的是三聖像，而先知上方的兩側則是聖母像。最上方的是十二使徒及聖三一。

有一些方針及細則規定了聖像在聖幛上的擺放位置，儘管當中有變化的空間。斯拉夫人的習俗發展至今，聖幛上的聖像共有五層：
1. 最下層稱為「君王」，基督神像在美門右方（面向正殿），象徵著基督復臨；而誕神女（聖母瑪利亞）的聖像則在美門左方，象徵著基督的化身及降世，故所有事情都發生在基督降臨與基督復臨之間[9]。除了門上的聖像，其他在這一層的聖像包括教堂供奉的主保聖人、聖人曆、聖約翰洗者、聖尼古拉及四福音等。在這層之上的是可互換的三聖像及十二大節日。
2. 基督升座的大型聖像在三聖像中央[10]，左右兩邊分別是聖約翰洗者及誕神女作懇求之狀的聖像，他們還常伴有天使長米迦勒和加百利、聖彼得、保羅，如果空間許可的話，還會有其他重要的教會神父聖像。
3. 第三層名為「節日」，展示教會年曆十二大節日[11]。這一層以上最高的兩層都是可互換的。
4. 舊約聖經先知及族長，包括雅各的十二名兒子，他們的聖像通常都在聖母像的左右。
5. 十二使徒的聖像在基督復臨或聖三一聖像的左右[11]。

一些聖幛上會有更多帶有小聖像的層級，上面繪有當地特別供奉的聖人。
聖幛上出現最後的晚餐的聖像也並不罕見，美門上有時會出現神的國的聖徒相通。
「君王」這一層通常都存在，其他層級可能會被略去。「三聖像」及「節日」這兩層可按喜好展示，只有最大型及最精巧的聖幛才會囊括這五層。

## 規則

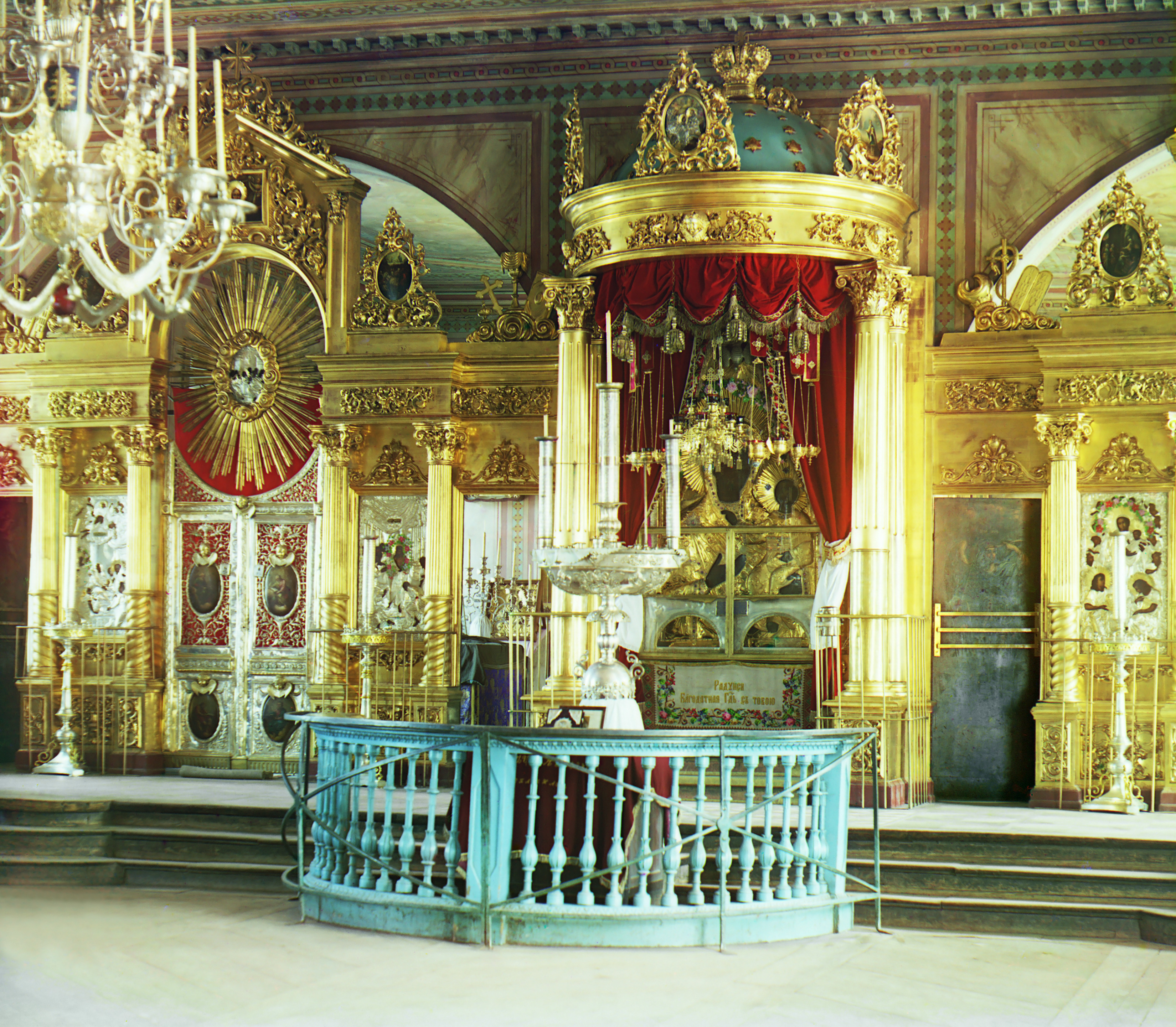
斯摩棱斯克聖母升天大教堂的赫得戈利亞聖像禮拜堂

一些規規說明了哪些人可以通過哪道門進出聖殿。在任何情況下，平信徒都不可使用美門及祭壇，初生嬰兒則可在產後感恩禮進入祭壇或在司祭的選擇下在門口處展示初生嬰兒。主教可在任何時候使用美門，而祭師和執事則可在祭典期間的特定時間使用啟用的美門（他們在復活節周經常進出美門）。其他人則使用側門進出聖殿。
在女修道院，只有女修道院長和資深修女可通過側門進入聖殿。女修道院長可隨時進入聖殿，而其他修女則需要得到准許。
男平信徒常得到淮許進入聖殿，包括為教堂工作的領唱、合唱、輔祭、教堂司事及教區代表。即使在沒有舉行祭典的時間，沒有合理理由或私自進入聖殿都是不允許的。
在羅馬尼亞正教會傳統裡，所有平信徒在教堂祭壇祝聖當日可獲准進入聖殿敬仰祭壇，直到祝聖晚禱開始。
這些指引經過多個世紀以來的發展，具有神學象徵意義及實際理由。

## 神學意義
聖幛其實沒有「分開」了教堂正殿和聖殿，而是把它們組合在一起。聖幛是天國（至聖聖所）和正殿（聖地）間的紐帶，所以任何聖幛上的東西都是象徵性的，基督神像、誕神女、節日及其他聖人在聖幛上因為他們帶領人們進入至聖聖所，聖幛上的聖像人物帶領人們進入天國，因此聖幛起著連繫的作用，而不是分隔。此外，聖幛聖像又是通往天國的窗戶及橋樑（不論它們所在的位置，它們都是天國的窗戶及橋樑）。在某種意義上來說，聖幛代表基督，他是領域之間的紐帶和門戶。《希伯來書》10:19-20為聖幛提供了一個完美的解釋及其用途：「弟兄們，我們既因耶穌的血得以坦然進入至聖所，是藉著他給我們開了一條又新又活的路，從幔子經過，這幔子就是他的身體。」

## 演變

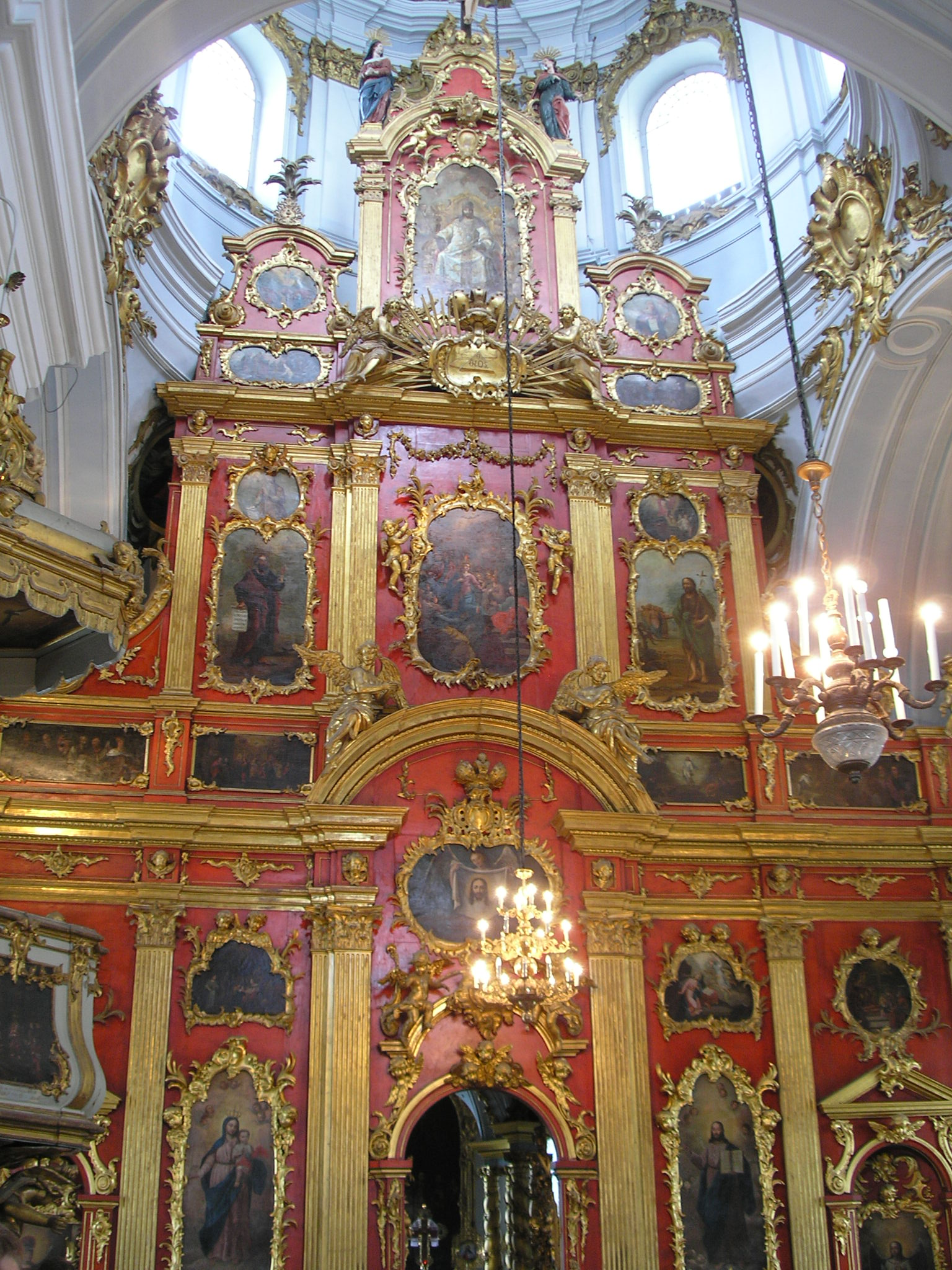
烏克蘭聖安德烈教堂的巴洛克式三層聖幛，由拉斯特列利設計。

君士坦丁堡斯圖迪烏修道院的考古證據顯示聖幛是由早期的湯普龍演變而成，斯圖迪烏修道院是供奉聖約翰洗者的教堂，建於公元463年。該教堂的高壇屏障以π形圍繞著祭壇，屏障上有一道面向教堂正殿的大門，另有兩道較小的側門。十二條約1.6米高的柱子支撐著高壇厚板，厚板的高度不詳。高壇屏壇不純粹是女兒牆（矮牆），考古發現的細長柱殘渣表示高壇屏壇的頂部設有額枋。
除了卡帕多細亞地區，湯普龍逐漸取代了六世紀至八世紀拜占庭教堂的高壇屏障。聖傳把聖幛的發明歸功於該撒利亞的巴西流。
至十世紀，代林庫尤（Derinkuyu）的石窟教堂的簡單木制高壇屏障將後殿與正殿分離。湯普龍在十一世紀末始之定制，儘管柱狀高壇屏障的出現較聖索菲亞大教堂還早，這還是可能是由於對聖索菲亞大教堂的仰慕及效倣而造成這個現象。
近年，特別是在海外猶太人當中，聖幛逐漸趨向開放形式。這些聖幛可能只有一至兩層，王門顯得更加寬大。
歐洲的一些天主教會大教堂在中世紀晚期採用的祭台屏風和教堂石屏欄也設置在正殿與聖殿之間，但用途相異。唱詩班通常都會在屏風的東面，保存得最完整的祭台屏風多在斯堪的納維亞，許多都呈現哥德復興式建築風格，特別是英國聖公宗的教堂。屏風上的木繪厚板高及腰部，其上方有木制的花窗格，可以透過它看到裡面，而上面的木制雕刻橫樑則支撐耶穌受難像，耶穌受難像通常都是等身像。較大型的教堂可能有石屏風，石屏風幾乎完全遮擋著教堂會眾的視線。

## 東方基督教
東方正統教會和東儀天主教會的儀式各異，聖幛的使用也有所不同。亞美尼亞使徒教會及敘利亞基督教常使用帘子，而不是堅固的聖幛。亞歷山大科普特正教會及埃塞俄比亞正教會使用的聖幛多以網格構成，故呈半透明。
- Efhalia Rentetzi, Le iconostasi delle chiese greche in Italia, http://www.apostoliki-diakonia.gr/index_it.asp （页面存档备份，存于）, Athens 2008

## 外部連結
- 早期聖幛的圖片 （页面存档备份，存于）
- 曼徹斯特大教堂俄羅斯正教風格的聖幛 （页面存档备份，存于）
- 保加利亞正教聖幛 （页面存档备份，存于）
- Efhalia Rentetzi, Le iconostasi delle chiese greche in Italia, http://www.apostoli%5B%5Dki-diakonia.gr/index_it.asp, Athens 2008